# Kanton (Bolivien)
Ein Kanton (spanisch cantón) ist eine in Bolivien durch Artikel 108 der Verfassung von 1967 festgelegte Verwaltungseinheit fünfter Ordnung, nach Staat, Departamento, Provinz und Municipio. Durch die Nichterwähnung in der neuen Verfassung von 2009 wurde der Kanton als Verwaltungsebene offiziell aufgehoben. Allerdings bestehen sie in der Praxis so lange weiter, bis sich das jeweilige Municipio eine autonome Verfassung gegeben hat. In diesem Fall werden die Kantone des betreffenden Municipios durch Distrikte ersetzt (Distrito municipal).
Jeder Cantón unterteilte sich auf sechster Verwaltungsebene in eine unterschiedliche Zahl von Vicecantones (Unterkantone). Jedem Cantón und Vicecantón steht jeweils ein Corregidor (Amtmann) vor. Die unterste und siebte Ebene bilden die einzelnen localidades (Ortschaften).